# Gil Garrido
Gil Gonzalo Garrido Jr. (nacido el 26 de junio de 1941) es un exjugador de cuadro de las Grandes Ligas de Béisbol, jugando principalmente como campocorto para dos equipos diferentes entre las temporadas 1964 y 1972.

## Carrera
Nacido en la Ciudad de Panamá (Panamá), Garrido es hijo del jugador de béisbol de la liga negra Gil Garrido Sr.Garrido tenía 22 años cuando ingresó a las mayores en 1964 con los Gigantes de San Francisco, jugando para ellos un año antes de unirse a los Bravos de Atlanta (1968-1972). Su temporada más productiva llegó en 1970, cuando registró los números de su carrera en juegos (101), promedio de bateo (.264), carreras (38), carreras impulsadas (19), hits (97) y extrabases (10). También apareció en la Serie de Campeonato de la Liga Nacional de 1969, ganada por los Mets de Nueva York sobre Atlanta, 3-0, y se fue de 10-2. En una carrera de seis temporadas, Garrido bateó .237 (207 de 872) con un jonrón y 51 carreras impulsadas en 334 juegos, incluidas 81 carreras, 14 dobles, un triple y dos bases robadas. Garrido también jugó desde 1960 hasta 1968 en los sistemas de ligas menores de San Francisco (1960-1965) y Atlanta (1966-1968). En partes de nueve temporadas, bateó .266 con 18 jonrones y 328 carreras impulsadas en 1177 juegos. El 27 de mayo de 1970 en el Estadio de Atlanta, Garrido conectó su único jonrón en las Grandes Ligas contra el lanzador de los Astros de Houston, Denny Lemaster.